# Athetis chionopis
Athetis chionopis là một loài bướm đêm trong họ Noctuidae.